# Ornithogalum comosum
Ornithogalum comosum är en sparrisväxtart som beskrevs av Carl von Linné. Ornithogalum comosum ingår i släktet stjärnlökar, och familjen sparrisväxter. Inga underarter finns listade i Catalogue of Life.